# Apollon (Cliente P2P)
Apollon es un cliente para redes de distribución de archivos entre pares (P2P) para el proyecto KDE, distribuido bajo los términos de la licencia GNU.
Apollon utiliza el demonio giFT para comunicarse con los distintos protocolos de red, el cual debe haber sido instalado previamente. Apollon (o más justamente, giFT) soporta por el momento los protocolos FastTrack (utilizado por Kazaa), OpenFT (Open FastTrack), Gnutella y Ares.
Apollon cuenta con una interfaz similar a la de otros clientes de redes de archivos modernos, dividida en cinco secciones: información, búsqueda, transferencias, directorios compartidos y reproductor multimedia.
El nombre Apollon fue elegido por el dios griego de las artes, Apolo (también conocido como Apolón).

## Características
- Busca y descarga de varias redes al mismo tiempo
- Búsquedas en pestañas
- Previsualización de mp3 y vídeos
- Configura giFT y sus plugins desde las preferencias de Apollon
- Asistente de inicio rápido para facilitar su configuración
- Minimizable en la barra de tareas
- Puede conectarse a demonios remotos de giFT
- Permite charlar con otros usuarios de Apollon